# Lista över fornlämningar i Gnesta kommun (Gryt)
Lista över fornlämningar i Gnesta kommun (Gryt) är en förteckning av ett urval av de fornlämningar som finns i Gryt i Gnesta kommun.
| Namn                                  | Lämningstyp             | Tillkomsttid | Historisk indelning | Plats       | Läge                 | ID-nr          | Bild                                      |
| ------------------------------------- | ----------------------- | ------------ | ------------------- | ----------- | -------------------- | -------------- | ----------------------------------------- |
| Gryt 1:1                              | Röse                    |              | Gryt, Södermanland  |             | 59.099735, 16.931607 | 10032600010001 | Ladda upp en bild av detta fornminne      |
| Gryt 1:2                              | Röse                    |              | Gryt, Södermanland  |             | 59.100014, 16.932081 | 10032600010002 | Ladda upp en bild av detta fornminne      |
| Gryt 2:1                              | Gravfält                |              | Gryt, Södermanland  |             | 59.103882, 16.933163 | 10032600020001 | Ladda upp en bild av detta fornminne      |
| Gryt 3:1                              | Röse                    |              | Gryt, Södermanland  |             | 59.156035, 16.892923 | 10032600030001 | Ladda upp en bild av detta fornminne      |
| Gryt 4:1                              | Stensättning            |              | Gryt, Södermanland  |             | 59.153686, 16.895655 | 10032600040001 | Ladda upp en bild av detta fornminne      |
| Gryt 8:1                              | Röse                    |              | Gryt, Södermanland  |             | 59.049184, 16.998226 | 10032600080001 | Ladda upp en bild av detta fornminne      |
| Gryt 9:1                              | Stensättning            |              | Gryt, Södermanland  |             | 59.048927, 16.999769 | 10032600090001 | Ladda upp en bild av detta fornminne      |
| Gryt 11:1                             | Stensättning            |              | Gryt, Södermanland  |             | 59.070482, 16.998774 | 10032600110001 | Ladda upp en bild av detta fornminne      |
| Gryt 12:1                             | Stensättning            |              | Gryt, Södermanland  |             | 59.070828, 16.997528 | 10032600120001 | Ladda upp en bild av detta fornminne      |
| Gryt 12:2                             | Stensättning            |              | Gryt, Södermanland  |             | 59.070704, 16.997410 | 10032600120002 | Ladda upp en bild av detta fornminne      |
| Gryt 13:1                             | Stensättning            |              | Gryt, Södermanland  |             | 59.075203, 16.995675 | 10032600130001 | Ladda upp en bild av detta fornminne      |
| Gryt 13:2                             | Stensättning            |              | Gryt, Södermanland  |             | 59.075173, 16.995738 | 10032600130002 | Ladda upp en bild av detta fornminne      |
| Gryt 14:1                             | Fornborg                |              | Gryt, Södermanland  |             | 59.069741, 17.019988 | 10032600140001 | Ladda upp en bild av detta fornminne      |
| Gryt 15:1                             | Stensättning            |              | Gryt, Södermanland  |             | 59.069110, 17.028612 | 10032600150001 | Ladda upp en bild av detta fornminne      |
| Gryt 15:2                             | Stensättning            |              | Gryt, Södermanland  |             | 59.069312, 17.028962 | 10032600150002 | Ladda upp en bild av detta fornminne      |
| Gryt 15:3                             | Stensättning            |              | Gryt, Södermanland  |             | 59.068855, 17.029079 | 10032600150003 | Ladda upp en bild av detta fornminne      |
| Gryt 16:1                             | Stensättning            |              | Gryt, Södermanland  |             | 59.149345, 16.917797 | 10032600160001 | Ladda upp en bild av detta fornminne      |
| Gryt 16:2                             | Stensättning            |              | Gryt, Södermanland  |             | 59.149510, 16.917200 | 10032600160002 | Ladda upp en bild av detta fornminne      |
| Gryt 17:1                             | Stensättning            |              | Gryt, Södermanland  |             | 59.149470, 16.918663 | 10032600170001 | Ladda upp en bild av detta fornminne      |
| Gryt 18:1                             | Stensättning            |              | Gryt, Södermanland  |             | 59.149117, 16.922592 | 10032600180001 | Ladda upp en bild av detta fornminne      |
| Gryt 19:1                             | Stensättning            |              | Gryt, Södermanland  |             | 59.149236, 16.923922 | 10032600190001 | Ladda upp en bild av detta fornminne      |
| Gryt 20:1                             | Röse                    |              | Gryt, Södermanland  |             | 59.149322, 16.926311 | 10032600200001 | Ladda upp en bild av detta fornminne      |
| Gryt 21:1                             | Stensättning            |              | Gryt, Södermanland  |             | 59.075042, 17.034692 | 10032600210001 | Ladda upp en bild av detta fornminne      |
| Gryt 22:1                             | Stensättning            |              | Gryt, Södermanland  |             | 59.073831, 17.035696 | 10032600220001 | Ladda upp en bild av detta fornminne      |
| Gryt 22:2                             | Stensättning            |              | Gryt, Södermanland  |             | 59.073814, 17.035145 | 10032600220002 | Ladda upp en bild av detta fornminne      |
| Gryt 23:1                             | Stensättning            |              | Gryt, Södermanland  |             | 59.074713, 17.031807 | 10032600230001 | Ladda upp en bild av detta fornminne      |
| Gryt 23:2                             | Stensättning            |              | Gryt, Södermanland  |             | 59.074644, 17.031614 | 10032600230002 | Ladda upp en bild av detta fornminne      |
| Gryt 23:3                             | Stensättning            |              | Gryt, Södermanland  |             | 59.074265, 17.032448 | 10032600230003 | Ladda upp en bild av detta fornminne      |
| Gryt 23:4                             | Stensättning            |              | Gryt, Södermanland  |             | 59.074144, 17.032187 | 10032600230004 | Ladda upp en bild av detta fornminne      |
| Gryt 25:1                             | Röse                    |              | Gryt, Södermanland  |             | 59.078797, 17.026847 | 10032600250001 | Ladda upp en bild av detta fornminne      |
| Gryt 26:1                             | Stensättning            |              | Gryt, Södermanland  |             | 59.079444, 17.027031 | 10032600260001 | Ladda upp en bild av detta fornminne      |
| Gryt 26:2                             | Stensättning            |              | Gryt, Södermanland  |             | 59.079549, 17.026892 | 10032600260002 | Ladda upp en bild av detta fornminne      |
| Gryt 26:3                             | Stensättning            |              | Gryt, Södermanland  |             | 59.079332, 17.027206 | 10032600260003 | Ladda upp en bild av detta fornminne      |
| Gryt 26:4                             | Stensättning            |              | Gryt, Södermanland  |             | 59.079543, 17.027522 | 10032600260004 | Ladda upp en bild av detta fornminne      |
| Gryt 27:1                             | Stensättning            |              | Gryt, Södermanland  |             | 59.083116, 17.024255 | 10032600270001 | Ladda upp en bild av detta fornminne      |
| Gryt 28:1                             | Gravfält                |              | Gryt, Södermanland  |             | 59.081188, 17.024043 | 10032600280001 | Ladda upp en bild av detta fornminne      |
| Gryt 29:1                             | Stensättning            |              | Gryt, Södermanland  |             | 59.077879, 17.029477 | 10032600290001 | Ladda upp en bild av detta fornminne      |
| Gryt 30:1                             | Stensättning            |              | Gryt, Södermanland  |             | 59.078346, 17.031836 | 10032600300001 | Ladda upp en bild av detta fornminne      |
| Gryt 30:2                             | Gravhägnad              |              | Gryt, Södermanland  |             | 59.078241, 17.031833 | 10032600300002 | Ladda upp en bild av detta fornminne      |
| Gryt 31:1                             | Röse                    |              | Gryt, Södermanland  |             | 59.079172, 17.035827 | 10032600310001 | Ladda upp en bild av detta fornminne      |
| Gryt 31:2                             | Stensättning            |              | Gryt, Södermanland  |             | 59.079072, 17.036597 | 10032600310002 | Ladda upp en bild av detta fornminne      |
| Gryt 31:3                             | Stensättning            |              | Gryt, Södermanland  |             | 59.078899, 17.037176 | 10032600310003 | Ladda upp en bild av detta fornminne      |
| Gryt 31:4                             | Stensättning            |              | Gryt, Södermanland  |             | 59.079053, 17.037203 | 10032600310004 | Ladda upp en bild av detta fornminne      |
| Gryt 31:5                             | Stensättning            |              | Gryt, Södermanland  |             | 59.078791, 17.037555 | 10032600310005 | Ladda upp en bild av detta fornminne      |
| Gryt 31:6                             | Stensättning            |              | Gryt, Södermanland  |             | 59.078791, 17.037555 | 10032600310006 | Ladda upp en bild av detta fornminne      |
| Gryt 32:1                             | Stensättning            |              | Gryt, Södermanland  |             | 59.084358, 17.036629 | 10032600320001 | Ladda upp en bild av detta fornminne      |
| Gryt 34:1                             | Stensättning            |              | Gryt, Södermanland  |             | 59.082894, 17.051675 | 10032600340001 | Ladda upp en bild av detta fornminne      |
| Gryt 35:1                             | Stensättning            |              | Gryt, Södermanland  |             | 59.083162, 17.059296 | 10032600350001 | Ladda upp en bild av detta fornminne      |
| Gryt 36:1                             | Stensättning            |              | Gryt, Södermanland  |             | 59.083809, 17.056384 | 10032600360001 | Ladda upp en bild av detta fornminne      |
| Gryt 37:1                             | Fornborg                |              | Gryt, Södermanland  |             | 59.093948, 17.066294 | 10032600370001 | Ladda upp en bild av detta fornminne      |
| Gryt 38:1                             | Stensättning            |              | Gryt, Södermanland  |             | 59.087447, 17.054856 | 10032600380001 | Ladda upp en bild av detta fornminne      |
| Gryt 38:2                             | Stensättning            |              | Gryt, Södermanland  |             | 59.087278, 17.055113 | 10032600380002 | Ladda upp en bild av detta fornminne      |
| Gryt 39:1                             | Gravfält                |              | Gryt, Södermanland  |             | 59.086276, 17.053285 | 10032600390001 | Ladda upp en bild av detta fornminne      |
| Gryt 41:1                             | Stensättning            |              | Gryt, Södermanland  |             | 59.095640, 17.045479 | 10032600410001 | Ladda upp en bild av detta fornminne      |
| Gryt 41:2                             | Röse                    |              | Gryt, Södermanland  |             | 59.095382, 17.046070 | 10032600410002 | Ladda upp en bild av detta fornminne      |
| Gryt 41:3                             | Stensättning            |              | Gryt, Södermanland  |             | 59.095000, 17.045824 | 10032600410003 | Ladda upp en bild av detta fornminne      |
| Gryt 41:4                             | Stensättning            |              | Gryt, Södermanland  |             | 59.095398, 17.047001 | 10032600410004 | Ladda upp en bild av detta fornminne      |
| Gryt 41:5                             | Stensättning            |              | Gryt, Södermanland  |             | 59.095481, 17.045645 | 10032600410005 | Ladda upp en bild av detta fornminne      |
| Gryt 42:1                             | Stensättning            |              | Gryt, Södermanland  |             | 59.095829, 17.052395 | 10032600420001 | Ladda upp en bild av detta fornminne      |
| Gryt 43:1                             | Stensättning            |              | Gryt, Södermanland  |             | 59.094672, 17.057232 | 10032600430001 | Ladda upp en bild av detta fornminne      |
| Gryt 43:2                             | Stensättning            |              | Gryt, Södermanland  |             | 59.094779, 17.057188 | 10032600430002 | Ladda upp en bild av detta fornminne      |
| Gryt 43:3                             | Stensättning            |              | Gryt, Södermanland  |             | 59.094838, 17.056999 | 10032600430003 | Ladda upp en bild av detta fornminne      |
| Gryt 44:1                             | Stensättning            |              | Gryt, Södermanland  |             | 59.094664, 17.046669 | 10032600440001 | Ladda upp en bild av detta fornminne      |
| Gryt 44:2                             | Stensättning            |              | Gryt, Södermanland  |             | 59.094744, 17.046623 | 10032600440002 | Ladda upp en bild av detta fornminne      |
| Gryt 45:1                             | Stensättning            |              | Gryt, Södermanland  |             | 59.094125, 17.039410 | 10032600450001 | Ladda upp en bild av detta fornminne      |
| Gryt 46:1                             | Stensättning            |              | Gryt, Södermanland  |             | 59.090733, 17.037732 | 10032600460001 | Ladda upp en bild av detta fornminne      |
| Gryt 47:1                             | Stensättning            |              | Gryt, Södermanland  |             | 59.091482, 17.035022 | 10032600470001 | Ladda upp en bild av detta fornminne      |
| Gryt 47:2                             | Stensättning            |              | Gryt, Södermanland  |             | 59.091571, 17.034863 | 10032600470002 | Ladda upp en bild av detta fornminne      |
| Gryt 48:1                             | Röse                    |              | Gryt, Södermanland  |             | 59.081830, 17.018189 | 10032600480001 | Ladda upp en bild av detta fornminne      |
| Gryt 49:1                             | Stensättning            |              | Gryt, Södermanland  |             | 59.101802, 17.048880 | 10032600490001 | Ladda upp en bild av detta fornminne      |
| Gryt 50:1                             | Stensättning            |              | Gryt, Södermanland  |             | 59.107190, 17.042356 | 10032600500001 | Ladda upp en bild av detta fornminne      |
| Gryt 50:2                             | Stensättning            |              | Gryt, Södermanland  |             | 59.107007, 17.042609 | 10032600500002 | Ladda upp en bild av detta fornminne      |
| Gryt 51:1                             | Stensättning            |              | Gryt, Södermanland  |             | 59.103394, 17.049563 | 10032600510001 | Ladda upp en bild av detta fornminne      |
| Gryt 52:1                             | Stensättning            |              | Gryt, Södermanland  |             | 59.101256, 17.046703 | 10032600520001 | Ladda upp en bild av detta fornminne      |
| Gryt 53:1                             | Röse                    |              | Gryt, Södermanland  |             | 59.097833, 17.047290 | 10032600530001 | Ladda upp en bild av detta fornminne      |
| Gryt 54:1                             | Stensättning            |              | Gryt, Södermanland  |             | 59.098216, 17.045901 | 10032600540001 | Ladda upp en bild av detta fornminne      |
| Gryt 54:2                             | Stensättning            |              | Gryt, Södermanland  |             | 59.098327, 17.045694 | 10032600540002 | Ladda upp en bild av detta fornminne      |
| Gryt 55:1                             | Röse                    |              | Gryt, Södermanland  |             | 59.098940, 17.044112 | 10032600550001 | Ladda upp en bild av detta fornminne      |
| Gryt 55:2                             | Stensättning            |              | Gryt, Södermanland  |             | 59.098870, 17.044334 | 10032600550002 | Ladda upp en bild av detta fornminne      |
| Gryt 56:1                             | Stensättning            |              | Gryt, Södermanland  |             | 59.096097, 17.044117 | 10032600560001 | Ladda upp en bild av detta fornminne      |
| Gryt 57:1                             | Stensättning            |              | Gryt, Södermanland  |             | 59.102811, 17.038206 | 10032600570001 | Ladda upp en bild av detta fornminne      |
| Gryt 57:2                             | Stensättning            |              | Gryt, Södermanland  |             | 59.102528, 17.038776 | 10032600570002 | Ladda upp en bild av detta fornminne      |
| Gryt 58:1                             | Stensättning            |              | Gryt, Södermanland  |             | 59.101891, 17.038692 | 10032600580001 | Ladda upp en bild av detta fornminne      |
| Gryt 59:1                             | Röse                    |              | Gryt, Södermanland  |             | 59.100459, 17.042906 | 10032600590001 | Ladda upp en bild av detta fornminne      |
| Gryt 59:2                             | Röse                    |              | Gryt, Södermanland  |             | 59.100204, 17.043418 | 10032600590002 | Ladda upp en bild av detta fornminne      |
| Gryt 60:1                             | Röse                    |              | Gryt, Södermanland  |             | 59.105822, 17.035269 | 10032600600001 | Ladda upp en bild av detta fornminne      |
| Gryt 60:2                             | Stensättning            |              | Gryt, Södermanland  |             | 59.105927, 17.035198 | 10032600600002 | Ladda upp en bild av detta fornminne      |
| Gryt 60:3                             | Gravhägnad              |              | Gryt, Södermanland  |             | 59.105692, 17.035406 | 10032600600003 | Ladda upp en bild av detta fornminne      |
| Gryt 61:1                             | Röse                    |              | Gryt, Södermanland  |             | 59.098421, 17.034289 | 10032600610001 | Ladda upp en bild av detta fornminne      |
| Gryt 62:1                             | Röse                    |              | Gryt, Södermanland  |             | 59.097104, 17.033784 | 10032600620001 | Ladda upp en bild av detta fornminne      |
| Gryt 63:1                             | Stensättning            |              | Gryt, Södermanland  |             | 59.096756, 17.025860 | 10032600630001 | Ladda upp en bild av detta fornminne      |
| Gryt 64:1                             | Gravfält                |              | Gryt, Södermanland  |             | 59.097513, 17.021033 | 10032600640001 | Ladda upp en bild av detta fornminne      |
| Gryt 65:1                             | Stensättning            |              | Gryt, Södermanland  |             | 59.098629, 17.020956 | 10032600650001 | Ladda upp en bild av detta fornminne      |
| Gryt 66:1                             | Stensättning            |              | Gryt, Södermanland  |             | 59.097710, 17.017671 | 10032600660001 | Ladda upp en bild av detta fornminne      |
| Gryt 66:2                             | Stensättning            |              | Gryt, Södermanland  |             | 59.097517, 17.017178 | 10032600660002 | Ladda upp en bild av detta fornminne      |
| Gryt 66:3                             | Stensättning            |              | Gryt, Södermanland  |             | 59.097241, 17.017116 | 10032600660003 | Ladda upp en bild av detta fornminne      |
| Gryt 66:4                             | Stensättning            |              | Gryt, Södermanland  |             | 59.096882, 17.017225 | 10032600660004 | Ladda upp en bild av detta fornminne      |
| Gryt 66:5                             | Stensättning            |              | Gryt, Södermanland  |             | 59.097581, 17.016650 | 10032600660005 | Ladda upp en bild av detta fornminne      |
| Gryt 68:1                             | Stensättning            |              | Gryt, Södermanland  |             | 59.099040, 17.009593 | 10032600680001 | Ladda upp en bild av detta fornminne      |
| Gryt 68:2                             | Stensättning            |              | Gryt, Södermanland  |             | 59.099263, 17.009068 | 10032600680002 | Ladda upp en bild av detta fornminne      |
| Gryt 69:1                             | Röse                    |              | Gryt, Södermanland  |             | 59.098057, 17.010574 | 10032600690001 | Ladda upp en bild av detta fornminne      |
| Gryt 70:1                             | Stensättning            |              | Gryt, Södermanland  |             | 59.098886, 17.006448 | 10032600700001 | Ladda upp en bild av detta fornminne      |
| Gryt 70:2                             | Stensättning            |              | Gryt, Södermanland  |             | 59.098819, 17.007020 | 10032600700002 | Ladda upp en bild av detta fornminne      |
| Gryt 71:1                             | Stensättning            |              | Gryt, Södermanland  |             | 59.099792, 17.008062 | 10032600710001 | Ladda upp en bild av detta fornminne      |
| Gryt 72:1                             | Röse                    |              | Gryt, Södermanland  |             | 59.104252, 16.997668 | 10032600720001 | Ladda upp en bild av detta fornminne      |
| Gryt 72:2                             | Stensättning            |              | Gryt, Södermanland  |             | 59.104014, 16.997704 | 10032600720002 | Ladda upp en bild av detta fornminne      |
| Gryt 72:3                             | Stensättning            |              | Gryt, Södermanland  |             | 59.104099, 16.997128 | 10032600720003 | Ladda upp en bild av detta fornminne      |
| Gryt 72:4                             | Stensättning            |              | Gryt, Södermanland  |             | 59.104034, 16.996882 | 10032600720004 | Ladda upp en bild av detta fornminne      |
| Gryt 72:5                             | Husgrund, historisk tid |              | Gryt, Södermanland  |             | 59.103871, 16.996993 | 10032600720005 | Ladda upp en bild av detta fornminne      |
| Gryt 73:1                             | Stensättning            |              | Gryt, Södermanland  |             | 59.105035, 16.996239 | 10032600730001 | Ladda upp en bild av detta fornminne      |
| Gryt 74:1                             | Gravfält                |              | Gryt, Södermanland  |             | 59.104520, 16.994647 | 10032600740001 | Ladda upp en bild av detta fornminne      |
| Gryt 74:2                             | Stensättning            |              | Gryt, Södermanland  |             | 59.104124, 16.995451 | 10032600740002 | Ladda upp en bild av detta fornminne      |
| Gryt 75:1                             | Stensättning            |              | Gryt, Södermanland  |             | 59.103875, 16.992426 | 10032600750001 | Ladda upp en bild av detta fornminne      |
| Gryt 76:1                             | Stensättning            |              | Gryt, Södermanland  |             | 59.103619, 16.996335 | 10032600760001 | Ladda upp en bild av detta fornminne      |
| Gryt 76:2                             | Stensättning            |              | Gryt, Södermanland  |             | 59.103560, 16.996161 | 10032600760002 | Ladda upp en bild av detta fornminne      |
| Gryt 76:3                             | Stensättning            |              | Gryt, Södermanland  |             | 59.103389, 16.996146 | 10032600760003 | Ladda upp en bild av detta fornminne      |
| Gryt 76:4                             | Stensättning            |              | Gryt, Södermanland  |             | 59.103399, 16.995245 | 10032600760004 | Ladda upp en bild av detta fornminne      |
| Gryt 77:1                             | Röse                    |              | Gryt, Södermanland  |             | 59.102625, 16.998304 | 10032600770001 | Ladda upp en bild av detta fornminne      |
| Gryt 78:1                             | Stensättning            |              | Gryt, Södermanland  |             | 59.102262, 16.999810 | 10032600780001 | Ladda upp en bild av detta fornminne      |
| Gryt 79:1                             | Stensättning            |              | Gryt, Södermanland  |             | 59.101949, 17.001723 | 10032600790001 | Ladda upp en bild av detta fornminne      |
| Gryt 79:2                             | Stensättning            |              | Gryt, Södermanland  |             | 59.101658, 17.002599 | 10032600790002 | Ladda upp en bild av detta fornminne      |
| Gryt 79:3                             | Stensättning            |              | Gryt, Södermanland  |             | 59.101534, 17.003161 | 10032600790003 | Ladda upp en bild av detta fornminne      |
| Gryt 80:1                             | Stensättning            |              | Gryt, Södermanland  |             | 59.101938, 16.997835 | 10032600800001 | Ladda upp en bild av detta fornminne      |
| Gryt 80:2                             | Stensättning            |              | Gryt, Södermanland  |             | 59.101872, 16.997441 | 10032600800002 | Ladda upp en bild av detta fornminne      |
| Gryt 81:1                             | Stensättning            |              | Gryt, Södermanland  |             | 59.100740, 17.001971 | 10032600810001 | Ladda upp en bild av detta fornminne      |
| Sö 11 (Gryt 82:1)                     | Runristning             |              | Gryt, Södermanland  | Gryts kyrka | 59.101857, 16.994219 | 10032600820001 | Ladda upp en till bild av detta fornminne |
| Gryt 83:1                             | Stensättning            |              | Gryt, Södermanland  |             | 59.099177, 16.994129 | 10032600830001 | Ladda upp en bild av detta fornminne      |
| Gryt 83:2                             | Stensättning            |              | Gryt, Södermanland  |             | 59.098782, 16.994416 | 10032600830002 | Ladda upp en bild av detta fornminne      |
| Gryt 84:1                             | Gravfält                |              | Gryt, Södermanland  |             | 59.096422, 16.994162 | 10032600840001 | Ladda upp en bild av detta fornminne      |
| Gryt 85:1                             | Stensättning            |              | Gryt, Södermanland  |             | 59.095178, 17.007458 | 10032600850001 | Ladda upp en bild av detta fornminne      |
| Gryt 85:2                             | Röse                    |              | Gryt, Södermanland  |             | 59.095085, 17.007498 | 10032600850002 | Ladda upp en bild av detta fornminne      |
| Gryt 86:1                             | Röse                    |              | Gryt, Södermanland  |             | 59.095641, 17.005290 | 10032600860001 | Ladda upp en bild av detta fornminne      |
| Gryt 87:1                             | Stensättning            |              | Gryt, Södermanland  |             | 59.097212, 16.999514 | 10032600870001 | Ladda upp en bild av detta fornminne      |
| Skanberget, Malsnarborgen (Gryt 89:1) | Fornborg                |              | Gryt, Södermanland  |             | 59.092573, 17.013785 | 10032600890001 | Ladda upp en bild av detta fornminne      |
| Gryt 91:1                             | Stensättning            |              | Gryt, Södermanland  |             | 59.073868, 16.992145 | 10032600910001 | Ladda upp en bild av detta fornminne      |
| Gryt 92:1                             | Stensättning            |              | Gryt, Södermanland  |             | 59.076756, 16.986764 | 10032600920001 | Ladda upp en bild av detta fornminne      |
| Gryt 92:2                             | Stensättning            |              | Gryt, Södermanland  |             | 59.076811, 16.987115 | 10032600920002 | Ladda upp en bild av detta fornminne      |
| Gryt 93:1                             | Stensättning            |              | Gryt, Södermanland  |             | 59.084441, 16.978307 | 10032600930001 | Ladda upp en bild av detta fornminne      |
| Gryt 93:2                             | Stensättning            |              | Gryt, Södermanland  |             | 59.084498, 16.978155 | 10032600930002 | Ladda upp en bild av detta fornminne      |
| Gryt 95:1                             | Stensättning            |              | Gryt, Södermanland  |             | 59.153302, 16.928120 | 10032600950001 | Ladda upp en bild av detta fornminne      |
| Gryt 96:1                             | Stensättning            |              | Gryt, Södermanland  |             | 59.094840, 16.932596 | 10032600960001 | Ladda upp en bild av detta fornminne      |
| Gryt 97:1                             | Stensättning            |              | Gryt, Södermanland  |             | 59.096334, 16.947588 | 10032600970001 | Ladda upp en bild av detta fornminne      |
| Gryt 97:2                             | Stensättning            |              | Gryt, Södermanland  |             | 59.096379, 16.947404 | 10032600970002 | Ladda upp en bild av detta fornminne      |
| Gryt 98:1                             | Röse                    |              | Gryt, Södermanland  |             | 59.096606, 16.946259 | 10032600980001 | Ladda upp en bild av detta fornminne      |
| Gryt 98:2                             | Stensättning            |              | Gryt, Södermanland  |             | 59.096694, 16.946297 | 10032600980002 | Ladda upp en bild av detta fornminne      |
| Gryt 98:3                             | Stensättning            |              | Gryt, Södermanland  |             | 59.096529, 16.946188 | 10032600980003 | Ladda upp en bild av detta fornminne      |
| Gryt 98:4                             | Stensättning            |              | Gryt, Södermanland  |             | 59.096959, 16.946305 | 10032600980004 | Ladda upp en bild av detta fornminne      |
| Gryt 99:1                             | Gravfält                |              | Gryt, Södermanland  |             | 59.097310, 16.947905 | 10032600990001 | Ladda upp en bild av detta fornminne      |
| Gryt 100:1                            | Röse                    |              | Gryt, Södermanland  |             | 59.097881, 16.955699 | 10032601000001 | Ladda upp en bild av detta fornminne      |
| Gryt 101:1                            | Stensättning            |              | Gryt, Södermanland  |             | 59.093094, 16.948685 | 10032601010001 | Ladda upp en bild av detta fornminne      |
| Gryt 102:1                            | Stensättning            |              | Gryt, Södermanland  |             | 59.094172, 16.959693 | 10032601020001 | Ladda upp en bild av detta fornminne      |
| Gryt 103:1                            | Stensättning            |              | Gryt, Södermanland  |             | 59.093974, 16.959033 | 10032601030001 | Ladda upp en bild av detta fornminne      |
| Gryt 104:1                            | Stensättning            |              | Gryt, Södermanland  |             | 59.092636, 16.958530 | 10032601040001 | Ladda upp en bild av detta fornminne      |
| Gryt 105:1                            | Grav- och boplatsområde |              | Gryt, Södermanland  |             | 59.092807, 16.959513 | 10032601050001 | Ladda upp en bild av detta fornminne      |
| Gryt 106:1                            | Gravfält                |              | Gryt, Södermanland  |             | 59.092847, 16.962243 | 10032601060001 | Ladda upp en bild av detta fornminne      |
| Gryt 107:1                            | Stensättning            |              | Gryt, Södermanland  |             | 59.092008, 16.963395 | 10032601070001 | Ladda upp en bild av detta fornminne      |
| Gryt 107:2                            | Stensättning            |              | Gryt, Södermanland  |             | 59.092269, 16.963206 | 10032601070002 | Ladda upp en bild av detta fornminne      |
| Gryt 108:1                            | Röse                    |              | Gryt, Södermanland  |             | 59.092265, 16.964475 | 10032601080001 | Ladda upp en bild av detta fornminne      |
| Gryt 109:1                            | Stensättning            |              | Gryt, Södermanland  |             | 59.095334, 16.974410 | 10032601090001 | Ladda upp en bild av detta fornminne      |
| Gryt 110:1                            | Stensättning            |              | Gryt, Södermanland  |             | 59.093415, 16.972103 | 10032601100001 | Ladda upp en bild av detta fornminne      |
| Gryt 111:1                            | Stensättning            |              | Gryt, Södermanland  |             | 59.090242, 16.973345 | 10032601110001 | Ladda upp en bild av detta fornminne      |
| Gryt 113:1                            | Röse                    |              | Gryt, Södermanland  |             | 59.100030, 16.953639 | 10032601130001 | Ladda upp en bild av detta fornminne      |
| Gryt 114:1                            | Stensättning            |              | Gryt, Södermanland  |             | 59.100814, 16.954919 | 10032601140001 | Ladda upp en bild av detta fornminne      |
| Gryt 115:1                            | Stensättning            |              | Gryt, Södermanland  |             | 59.100203, 16.954536 | 10032601150001 | Ladda upp en bild av detta fornminne      |
| Gryt 115:2                            | Stensättning            |              | Gryt, Södermanland  |             | 59.099702, 16.955255 | 10032601150002 | Ladda upp en bild av detta fornminne      |
| Gryt 116:1                            | Stensättning            |              | Gryt, Södermanland  |             | 59.098874, 16.954599 | 10032601160001 | Ladda upp en bild av detta fornminne      |
| Gryt 118:1                            | Stensättning            |              | Gryt, Södermanland  |             | 59.098165, 16.948732 | 10032601180001 | Ladda upp en bild av detta fornminne      |
| Gryt 119:1                            | Röse                    |              | Gryt, Södermanland  |             | 59.097854, 16.945065 | 10032601190001 | Ladda upp en bild av detta fornminne      |
| Gryt 120:1                            | Röse                    |              | Gryt, Södermanland  |             | 59.098254, 16.943528 | 10032601200001 | Ladda upp en bild av detta fornminne      |
| Gryt 121:1                            | Röse                    |              | Gryt, Södermanland  |             | 59.099337, 16.944197 | 10032601210001 | Ladda upp en bild av detta fornminne      |
| Gryt 122:1                            | Stensättning            |              | Gryt, Södermanland  |             | 59.105292, 16.933718 | 10032601220001 | Ladda upp en bild av detta fornminne      |
| Gryt 123:1                            | Stensättning            |              | Gryt, Södermanland  |             | 59.108068, 16.948475 | 10032601230001 | Ladda upp en bild av detta fornminne      |
| Gryt 124:1                            | Stensättning            |              | Gryt, Södermanland  |             | 59.105379, 16.955663 | 10032601240001 | Ladda upp en bild av detta fornminne      |
| Gryt 125:1                            | Stensättning            |              | Gryt, Södermanland  |             | 59.104670, 16.961949 | 10032601250001 | Ladda upp en bild av detta fornminne      |
| Gryt 125:2                            | Stensättning            |              | Gryt, Södermanland  |             | 59.104756, 16.961899 | 10032601250002 | Ladda upp en bild av detta fornminne      |
| Gryt 126:1                            | Stensättning            |              | Gryt, Södermanland  |             | 59.105898, 16.962078 | 10032601260001 | Ladda upp en bild av detta fornminne      |
| Gryt 126:2                            | Stensättning            |              | Gryt, Södermanland  |             | 59.105644, 16.962375 | 10032601260002 | Ladda upp en bild av detta fornminne      |
| Gryt 127:1                            | Stensättning            |              | Gryt, Södermanland  |             | 59.107647, 16.960012 | 10032601270001 | Ladda upp en bild av detta fornminne      |
| Gryt 127:2                            | Stensättning            |              | Gryt, Södermanland  |             | 59.107965, 16.959997 | 10032601270002 | Ladda upp en bild av detta fornminne      |
| Gryt 127:3                            | Stensättning            |              | Gryt, Södermanland  |             | 59.107954, 16.959796 | 10032601270003 | Ladda upp en bild av detta fornminne      |
| Gryt 127:4                            | Stensättning            |              | Gryt, Södermanland  |             | 59.108349, 16.959626 | 10032601270004 | Ladda upp en bild av detta fornminne      |
| Gryt 128:1                            | Gravfält                |              | Gryt, Södermanland  |             | 59.108965, 16.957184 | 10032601280001 | Ladda upp en bild av detta fornminne      |
| Gryt 129:1                            | Stensättning            |              | Gryt, Södermanland  |             | 59.110200, 16.955779 | 10032601290001 | Ladda upp en bild av detta fornminne      |
| Gryt 129:2                            | Stensättning            |              | Gryt, Södermanland  |             | 59.110277, 16.955707 | 10032601290002 | Ladda upp en bild av detta fornminne      |
| Gryt 130:1                            | Stensättning            |              | Gryt, Södermanland  |             | 59.111915, 16.956080 | 10032601300001 | Ladda upp en bild av detta fornminne      |
| Gryt 131:1                            | Röse                    |              | Gryt, Södermanland  |             | 59.112955, 16.956438 | 10032601310001 | Ladda upp en bild av detta fornminne      |
| Gryt 133:1                            | Stensättning            |              | Gryt, Södermanland  |             | 59.115202, 16.943233 | 10032601330001 | Ladda upp en bild av detta fornminne      |
| Gryt 134:1                            | Stensättning            |              | Gryt, Södermanland  |             | 59.114311, 16.945220 | 10032601340001 | Ladda upp en bild av detta fornminne      |
| Gryt 134:2                            | Stensättning            |              | Gryt, Södermanland  |             | 59.114311, 16.944881 | 10032601340002 | Ladda upp en bild av detta fornminne      |
| Gryt 135:1                            | Stensättning            |              | Gryt, Södermanland  |             | 59.114057, 16.948236 | 10032601350001 | Ladda upp en bild av detta fornminne      |
| Gryt 135:2                            | Stensättning            |              | Gryt, Södermanland  |             | 59.114272, 16.947801 | 10032601350002 | Ladda upp en bild av detta fornminne      |
| Gryt 136:1                            | Stensättning            |              | Gryt, Södermanland  |             | 59.113534, 16.949853 | 10032601360001 | Ladda upp en bild av detta fornminne      |
| Gryt 137:1                            | Stensättning            |              | Gryt, Södermanland  |             | 59.116460, 16.970673 | 10032601370001 | Ladda upp en bild av detta fornminne      |
| Gryt 137:2                            | Stensättning            |              | Gryt, Södermanland  |             | 59.116517, 16.970306 | 10032601370002 | Ladda upp en bild av detta fornminne      |
| Gryt 137:3                            | Stensättning            |              | Gryt, Södermanland  |             | 59.116669, 16.970198 | 10032601370003 | Ladda upp en bild av detta fornminne      |
| Gryt 138:1                            | Gravfält                |              | Gryt, Södermanland  |             | 59.111807, 16.960914 | 10032601380001 | Ladda upp en bild av detta fornminne      |
| Gryt 140:1                            | Röse                    |              | Gryt, Södermanland  |             | 59.107776, 16.973595 | 10032601400001 | Ladda upp en bild av detta fornminne      |
| Jättekyrkan (Gryt 142:1)              | Fornborg                |              | Gryt, Södermanland  |             | 59.108941, 16.989066 | 10032601420001 | Ladda upp en bild av detta fornminne      |
| Gryt 144:1                            | Stensättning            |              | Gryt, Södermanland  |             | 59.117412, 17.013589 | 10032601440001 | Ladda upp en bild av detta fornminne      |
| Gryt 146:1                            | Stensättning            |              | Gryt, Södermanland  |             | 59.119514, 16.990333 | 10032601460001 | Ladda upp en bild av detta fornminne      |
| Gryt 147:1                            | Stensättning            |              | Gryt, Södermanland  |             | 59.124432, 16.981246 | 10032601470001 | Ladda upp en bild av detta fornminne      |
| Gryt 148:1                            | Fornborg                |              | Gryt, Södermanland  |             | 59.119304, 16.978142 | 10032601480001 | Ladda upp en bild av detta fornminne      |
| Sö 13 (Gryt 149:1)                    | Runristning             |              | Gryt, Södermanland  | Gatstugan   | 59.146050, 16.910676 | 10032601490001 | Ladda upp en till bild av detta fornminne |
| Gryt 151:1                            | Stensättning            |              | Gryt, Södermanland  |             | 59.137928, 16.977566 | 10032601510001 | Ladda upp en bild av detta fornminne      |
| Gryt 152:1                            | Gravfält                |              | Gryt, Södermanland  |             | 59.147805, 16.974653 | 10032601520001 | Ladda upp en bild av detta fornminne      |
| Gryt 153:1                            | Fornborg                |              | Gryt, Södermanland  |             | 59.127433, 16.951951 | 10032601530001 | Ladda upp en bild av detta fornminne      |
| Gryt 154:1                            | Gravfält                |              | Gryt, Södermanland  |             | 59.126426, 16.956527 | 10032601540001 | Ladda upp en bild av detta fornminne      |
| Gryt 155:1                            | Stensättning            |              | Gryt, Södermanland  |             | 59.130162, 16.949599 | 10032601550001 | Ladda upp en bild av detta fornminne      |
| Gryt 156:1                            | Stensättning            |              | Gryt, Södermanland  |             | 59.130450, 16.947400 | 10032601560001 | Ladda upp en bild av detta fornminne      |
| Gryt 157:1                            | Stensättning            |              | Gryt, Södermanland  |             | 59.134801, 16.951605 | 10032601570001 | Ladda upp en bild av detta fornminne      |
| Gryt 158:1                            | Röse                    |              | Gryt, Södermanland  |             | 59.039130, 16.998360 | 10032601580001 | Ladda upp en bild av detta fornminne      |
| Gryt 158:2                            | Stensättning            |              | Gryt, Södermanland  |             | 59.039064, 16.998497 | 10032601580002 | Ladda upp en bild av detta fornminne      |
| Gryt 159:1                            | Röse                    |              | Gryt, Södermanland  |             | 59.037977, 16.995352 | 10032601590001 | Ladda upp en bild av detta fornminne      |
| Gryt 159:2                            | Stensättning            |              | Gryt, Södermanland  |             | 59.037963, 16.995527 | 10032601590002 | Ladda upp en bild av detta fornminne      |
| Gryt 160:1                            | Röse                    |              | Gryt, Södermanland  |             | 59.039781, 17.002527 | 10032601600001 | Ladda upp en bild av detta fornminne      |
| Gryt 160:2                            | Stensättning            |              | Gryt, Södermanland  |             | 59.039658, 17.002648 | 10032601600002 | Ladda upp en bild av detta fornminne      |
| Gryt 160:3                            | Stensättning            |              | Gryt, Södermanland  |             | 59.039646, 17.003108 | 10032601600003 | Ladda upp en bild av detta fornminne      |
| Gryt 160:4                            | Stensättning            |              | Gryt, Södermanland  |             | 59.039361, 17.003684 | 10032601600004 | Ladda upp en bild av detta fornminne      |
| Gryt 161:1                            | Stensättning            |              | Gryt, Södermanland  |             | 59.040185, 17.000799 | 10032601610001 | Ladda upp en bild av detta fornminne      |
| Gryt 161:2                            | Stensättning            |              | Gryt, Södermanland  |             | 59.040102, 17.001228 | 10032601610002 | Ladda upp en bild av detta fornminne      |
| Gryt 161:3                            | Stensättning            |              | Gryt, Södermanland  |             | 59.040191, 17.001635 | 10032601610003 | Ladda upp en bild av detta fornminne      |
| Gryt 162:1                            | Röse                    |              | Gryt, Södermanland  |             | 59.142741, 16.922409 | 10032601620001 | Ladda upp en bild av detta fornminne      |
| Gryt 162:2                            | Stensättning            |              | Gryt, Södermanland  |             | 59.142581, 16.921549 | 10032601620002 | Ladda upp en bild av detta fornminne      |
| Gryt 163:1                            | Stensättning            |              | Gryt, Södermanland  |             | 59.142344, 16.918906 | 10032601630001 | Ladda upp en bild av detta fornminne      |
| Gryt 163:2                            | Stensättning            |              | Gryt, Södermanland  |             | 59.141974, 16.919283 | 10032601630002 | Ladda upp en bild av detta fornminne      |
| Gryt 163:3                            | Stensättning            |              | Gryt, Södermanland  |             | 59.142433, 16.919578 | 10032601630003 | Ladda upp en bild av detta fornminne      |
| Gryt 164:1                            | Stensättning            |              | Gryt, Södermanland  |             | 59.135287, 16.919523 | 10032601640001 | Ladda upp en bild av detta fornminne      |
| Kammarstenen (Gryt 165:1)             | Stensättning            |              | Gryt, Södermanland  |             | 59.136371, 16.912249 | 10032601650001 | Ladda upp en bild av detta fornminne      |
| Kammarstenen (Gryt 165:2)             | Stensättning            |              | Gryt, Södermanland  |             | 59.136307, 16.911770 | 10032601650002 | Ladda upp en bild av detta fornminne      |
| Kammarstenen (Gryt 165:3)             | Stensättning            |              | Gryt, Södermanland  |             | 59.136351, 16.912740 | 10032601650003 | Ladda upp en bild av detta fornminne      |
| Gryt 166:1                            | Gravfält                |              | Gryt, Södermanland  |             | 59.143371, 16.904827 | 10032601660001 | Ladda upp en bild av detta fornminne      |
| Gryt 167:1                            | Gravfält                |              | Gryt, Södermanland  |             | 59.143447, 16.906840 | 10032601670001 | Ladda upp en bild av detta fornminne      |
| Gryt 168:1                            | Stensättning            |              | Gryt, Södermanland  |             | 59.139190, 16.909069 | 10032601680001 | Ladda upp en bild av detta fornminne      |
| Gryt 169:1                            | Stensättning            |              | Gryt, Södermanland  |             | 59.139628, 16.910484 | 10032601690001 | Ladda upp en bild av detta fornminne      |
| Gryt 170:1                            | Gravfält                |              | Gryt, Södermanland  |             | 59.139466, 16.911557 | 10032601700001 | Ladda upp en bild av detta fornminne      |
| Gryt 171:1                            | Stensättning            |              | Gryt, Södermanland  |             | 59.139687, 16.913422 | 10032601710001 | Ladda upp en bild av detta fornminne      |
| Gryt 172:1                            | Stensättning            |              | Gryt, Södermanland  |             | 59.139263, 16.914471 | 10032601720001 | Ladda upp en bild av detta fornminne      |
| Gryt 172:2                            | Stensättning            |              | Gryt, Södermanland  |             | 59.139085, 16.915535 | 10032601720002 | Ladda upp en bild av detta fornminne      |
| Gryt 172:3                            | Stensättning            |              | Gryt, Södermanland  |             | 59.138975, 16.916582 | 10032601720003 | Ladda upp en bild av detta fornminne      |
| Gryt 173:1                            | Stensättning            |              | Gryt, Södermanland  |             | 59.138850, 16.919620 | 10032601730001 | Ladda upp en bild av detta fornminne      |
| Gryt 173:2                            | Stensättning            |              | Gryt, Södermanland  |             | 59.139230, 16.918873 | 10032601730002 | Ladda upp en bild av detta fornminne      |
| Gryt 173:3                            | Stensättning            |              | Gryt, Södermanland  |             | 59.139256, 16.919125 | 10032601730003 | Ladda upp en bild av detta fornminne      |
| Gryt 174:1                            | Gravfält                |              | Gryt, Södermanland  |             | 59.145800, 16.921418 | 10032601740001 | Ladda upp en bild av detta fornminne      |
| Gryt 175:1                            | Fornborg                |              | Gryt, Södermanland  |             | 59.157301, 16.894559 | 10032601750001 | Ladda upp en bild av detta fornminne      |
| Gryt 177:1                            | Stensättning            |              | Gryt, Södermanland  |             | 59.157005, 16.893130 | 10032601770001 | Ladda upp en bild av detta fornminne      |
| Gryt 179:1                            | Fornborg                |              | Gryt, Södermanland  |             | 59.168581, 16.943697 | 10032601790001 | Ladda upp en bild av detta fornminne      |
| Gryt 183:1                            | Stensättning            |              | Gryt, Södermanland  |             | 59.039235, 16.997471 | 10032601830001 | Ladda upp en bild av detta fornminne      |
| Gryt 189:1                            | Stensättning            |              | Gryt, Södermanland  |             | 59.059377, 17.034774 | 10032601890001 | Ladda upp en bild av detta fornminne      |
| Gryt 189:2                            | Stensättning            |              | Gryt, Södermanland  |             | 59.059480, 17.034870 | 10032601890002 | Ladda upp en bild av detta fornminne      |
| Gryt 190:1                            | Stensättning            |              | Gryt, Södermanland  |             | 59.038364, 16.997038 | 10032601900001 | Ladda upp en bild av detta fornminne      |
| Gryt 192:1                            | Stensättning            |              | Gryt, Södermanland  |             | 59.097152, 17.026861 | 10032601920001 | Ladda upp en bild av detta fornminne      |
| Gryt 192:2                            | Stensättning            |              | Gryt, Södermanland  |             | 59.097050, 17.026940 | 10032601920002 | Ladda upp en bild av detta fornminne      |
| Se beskr. (Gryt 250:1)                | Lägenhetsbebyggelse     |              | Gryt, Södermanland  |             | 59.132865, 16.970565 | 10032602500001 | Ladda upp en bild av detta fornminne      |
| Masugnen (Gryt 293:1)                 | Lägenhetsbebyggelse     |              | Gryt, Södermanland  |             | 59.154884, 16.954455 | 10032602930001 | Ladda upp en bild av detta fornminne      |
| Torpet Maran (Gryt 304:1)             | Lägenhetsbebyggelse     |              | Gryt, Södermanland  |             | 59.105236, 16.909880 | 10032603040001 | Ladda upp en bild av detta fornminne      |
| Aspvik (Gryt 305:1)                   | Lägenhetsbebyggelse     |              | Gryt, Södermanland  |             | 59.097247, 16.909938 | 10032603050001 | Ladda upp en bild av detta fornminne      |
| Sköttelnäs (Gryt 311:1)               | Lägenhetsbebyggelse     |              | Gryt, Södermanland  |             | 59.090248, 16.924725 | 10032603110001 | Ladda upp en bild av detta fornminne      |
| Gryt 321:1                            | Stensättning            |              | Gryt, Södermanland  |             | 59.093647, 16.960130 | 10032603210001 | Ladda upp en bild av detta fornminne      |
| Västerberga (Gryt 334:1)              | Lägenhetsbebyggelse     |              | Gryt, Södermanland  |             | 59.077924, 16.954487 | 10032603340001 | Ladda upp en bild av detta fornminne      |
| Tilltorps gamla tomt (Gryt 339:1)     | Lägenhetsbebyggelse     |              | Gryt, Södermanland  |             | 59.087084, 16.961551 | 10032603390001 | Ladda upp en bild av detta fornminne      |
| Tilltorps gamla tomt (Gryt 339:2)     | Husgrund, historisk tid |              | Gryt, Södermanland  |             | 59.087428, 16.961933 | 10032603390002 | Ladda upp en bild av detta fornminne      |
| Gryt 343:1                            | Stensättning            |              | Gryt, Södermanland  |             | 59.085005, 17.054571 | 10032603430001 | Ladda upp en bild av detta fornminne      |
| Gryt 345:1                            | Lägenhetsbebyggelse     |              | Gryt, Södermanland  |             | 59.080619, 17.051729 | 10032603450001 | Ladda upp en bild av detta fornminne      |
| Furkulla (Gryt 350:1)                 | Lägenhetsbebyggelse     |              | Gryt, Södermanland  |             | 59.088951, 17.050517 | 10032603500001 | Ladda upp en bild av detta fornminne      |
| Smedstorp (Gryt 354:1)                | Lägenhetsbebyggelse     |              | Gryt, Södermanland  |             | 59.102314, 17.048829 | 10032603540001 | Ladda upp en bild av detta fornminne      |
| Gryt 374:1                            | Stensättning            |              | Gryt, Södermanland  |             | 59.070080, 17.029013 | 10032603740001 | Ladda upp en bild av detta fornminne      |
| Gryt 379:1                            | Husgrund, historisk tid |              | Gryt, Södermanland  |             | 59.081510, 17.024046 | 10032603790001 | Ladda upp en bild av detta fornminne      |
| Gryt 382:1                            | Stensättning            |              | Gryt, Södermanland  |             | 59.029447, 17.022772 | 10032603820001 | Ladda upp en bild av detta fornminne      |
| Nysätter (Gryt 395)                   | Lägenhetsbebyggelse     |              | Gryt, Södermanland  |             | 59.087112, 17.018732 | 12000000109547 | Ladda upp en bild av detta fornminne      |